# Italia's Next Top Model (mùa 3)
Italia's Next Top Model, Mùa 3 là mùa thứ ba của Italia's Next Top Model được phát sóng trên SKY Uno từ tháng 10 năm 2009 đến tháng 12 năm 2009.
Điểm đến quốc tế của mùa này là Barcelona & Marseille cho top 4.
Người chiến thắng trong cuộc thi mùa này là Anastasia Silveri, 24 tuổi từ Chieti. Cô giành được: 1 hợp đồng người mẫu với d’Management Group trong 1 năm và chiến dịch quảng cáo cho Max Factor trị giá €150,000.

## Các thí sinh
Tính tuổi lúc tham gia ghi hình
| Thí sinh             | Tuổi | Chiều cao               | Quê quán | Bị loại ở | Hạng               |
| -------------------- | ---- | ----------------------- | -------- | --------- | ------------------ |
| Athina Covassi       | 19   | 1,75 m (5 ft 9 in)      | Udine    | Tập 2     | 15                 |
| Jade Pietrantonio    | 19   | 1,72 m (5 ft 7+1⁄2 in)  | Turin    | Tập 3     | 14 (dừng cuộc thi) |
| Veronica Testa       | 20   | 1,82 m (5 ft 11+1⁄2 in) | Turin    | Tập 3     | 13                 |
| Eleonora Meneghini   | 24   | 1,76 m (5 ft 9+1⁄2 in)  | Verona   | Tập 4     | 12                 |
| Carlotta Castagneris | 20   | 1,80 m (5 ft 11 in)     | Turin    | Tập 5     | 11                 |
| Elisa Provaso        | 22   | 1,73 m (5 ft 8 in)      | Verbania | Tập 6     | 10                 |
| Karis Decò           | 20   | 1,78 m (5 ft 10 in)     | Livorno  | Tập 7     | 9                  |
| Diletta Neri         | 18   | 1,80 m (5 ft 11 in)     | Caserta  | Tập 8     | 8                  |
| Gilda Testa          | 20   | 1,82 m (5 ft 11+1⁄2 in) | Turin    | Tập 9     | 7                  |
| Giorgia Albarello    | 20   | 1,82 m (5 ft 11+1⁄2 in) | Padua    | Tập 10    | 6                  |
| Marianna Di Martino  | 20   | 1,78 m (5 ft 10 in)     | Catania  | Tập 10    | 5                  |
| Caroline Cecere      | 21   | 1,78 m (5 ft 10 in)     | Naples   | Tập 11    | 4                  |
| Sabrina Cereseto     | 21   | 1,74 m (5 ft 8+1⁄2 in)  | Milan    | Tập 12    | 3                  |
| Anisia Tripa         | 19   | 1,78 m (5 ft 10 in)     | Grosseto | Tập 12    | 2                  |
| Anastasia Silveri    | 24   | 1,78 m (5 ft 10 in)     | Chieti   | Tập 12    | 1                  |

## Thứ tự gọi tên
| 1  | Anastasia   | Jade        | Giorgia     | Diletta   | Giorgia   | Giorgia   | Sabrina   | Gilda     | Anisia    | Anastasia | Anisia    | Anastasia | Anastasia |  |  |
| 2  | Giorgia     | Karis       | Sabrina     | Anastasia | Karis     | Sabrina   | Marianna  | Anastasia | Giorgia   | Sabrina   | Anastasia | Anisia    | Anisia    |  |  |
| 3  | Anisia      | Anastasia   | Karis       | Caroline  | Marianna  | Gilda     | Anastasia | Anisia    | Marianna  | Caroline  | Sabrina   | Sabrina   |           |  |  |
| 4  | Karis       | Giorgia     | Anastasia   | Elisa     | Anisia    | Karis     | Diletta   | Caroline  | Sabrina   | Anisia    | Caroline  |           |           |  |  |
| 5  | Elisa       | Eleonora    | Diletta     | Gilda     | Diletta   | Anastasia | Gilda     | Marianna  | Anastasia | Marianna  |           |           |           |  |  |
| 6  | Carlotta    | Anisia      | Caroline    | Sabrina   | Anastasia | Caroline  | Caroline  | Sabrina   | Caroline  | Giorgia   |           |           |           |  |  |
| 7  | Gilda       | Caroline    | Anisia      | Karis     | Gilda     | Anisia    | Anisia    | Giorgia   | Gilda     |           |           |           |           |  |  |
| 8  | Sabrina     | Gilda       | Elisa       | Anisia    | Sabrina   | Marianna  | Giorgia   | Diletta   |           |           |           |           |           |  |  |
| 9  | Jade        | Sabrina     | Carlotta    | Giorgia   | Elisa     | Diletta   | Karis     |           |           |           |           |           |           |  |  |
| 10 | Eleonora    | Diletta     | Gilda       | Carlotta  | Caroline  | Elisa     |           |           |           |           |           |           |           |  |  |
| 11 | Diletta     | Elisa       | Eleonora    | Eleonora  | Carlotta  |           |           |           |           |           |           |           |           |  |  |
| 12 | Caroline    | Veronica T. | Veronica T. |           |           |           |           |           |           |           |           |           |           |  |  |
| 13 | Veronica T. | Carlotta    | Jade        |           |           |           |           |           |           |           |           |           |           |  |  |
| 14 | Athina      | Athina      |             |           |           |           |           |           |           |           |           |           |           |  |  |

     Thí sinh bị loại
     Thí sinh dừng cuộc thi
     Thí sinh chiến thắng cuộc thi
- Tập 1 là tập casting.
- Trong tập 3, Jade dừng cuộc thi.
- Trong tập 4, ngay sau khi Eleonora bị loại, Marianna được thêm vào cuộc thi.

### Các thử thách
Trình diễn thời trang
- Tập 1: Trình diễn thời trang ở Milan (casting)
- Tập 3: Trong trang phục của John Richmond
- Tập 6: Trong trang phục của Leila Hafzi tại bãi phế liệu của xe
- Tập 8: Trong trang phục của Ermanno Scervino
- Tập 12: Trong trang phục của Dsquared2

Buổi chụp hình
- Tập 2: Người lính quyến rũ trong quân đội
- Tập 4: Đồ lót trong chuồng ngựa
- Tập 5: Poster phim kinh dị của 1950
- Tập 7: Pin-up với đồ ăn
- Tập 9: Tạo dáng dưới nước với trang sức Morellato
- Tập 10: Tạo dáng với hổ trong trang phục của Addy van den Krommenacher
- Tập 11: Sòng bạc hoàng gia
- Tập 12: Trang biên tập cho tạp chí A